# HEC Paris
HEC Paris (eller HEC School of Management) er en europæisk business school med campusser i Paris, Jouy-en-Josas, og Doha. Skolen blev grundlagt i 1881. HEC Paris blev placeret på en 2. plads blandt de europæiske business schools i 2015 af Financial Times. I 2015 blev HEC Paris Master in Management-program placeret på en 2. plads på verdensplan af Financial Times. HEC Paris har ligeledes fået en 3. plads på verdensplan for dens Executive MBA. Skolens MEB - Master in European Business-program minder om en fuldtids-MBA, men med en tværkulturel tilgang. Skolen tilbyder også en Executive Master in Innovation & Entrepreneurship i samarbejde med Coursera. 100 % online, det sigter mod at uddanne ledende medarbejdere med speciale i disse to områder i løbet af 18 måneder. Det blev åbnet i marts 2017. HEC Paris har ligeledes et PhD-program såvel som adskillige Master-programmer inden for specifikke managementområder, såsom marketing, finans eller iværksætteri.
HEC Paris programmer har de tre internationale akkrediteringer AMBA, EQUIS og AACSB. Skolen har over 45.000 alumner inden for handel og politik, herunder Pascal Lamy (EU's handelskommissær) og François Hollande (fransk politiker).